# إدوارد شيلدون
إدوارد شيلدون (بالإنجليزية: Edward Sheldon)‏ هو كاتب مسرحي وكاتب سيناريو أمريكي، ولد في 4 فبراير 1886 في شيكاغو في الولايات المتحدة، وتوفي في 1 أبريل 1946 في نيويورك في الولايات المتحدة.

## وصلات خارجية
- إدوارد شيلدون على موقع IMDb (الإنجليزية)
- إدوارد شيلدون على موقع أول موفي (الإنجليزية)
- إدوارد شيلدون على موقع قاعدة بيانات برودواي على الإنترنت (الإنجليزية)
- إدوارد شيلدون على موقع قاعدة بيانات الأفلام السويدية (السويدية)
- إدوارد شيلدون على موقع قاعدة بيانات الفيلم (الإنجليزية)
- إدوارد شيلدون على موقع كينوبويسك (الروسية)